# 7 Camelopardalis
7 Camelopardalis är en trippelstjärna i stjärnbilden Giraffen. 7 Camelopardalis A är en vit stjärna i huvudserien med en magnitud på +4,43 som den ligger på ungefär 375 ljusårs avstånd. 7 Camelopardalis B är en stjärna med magnitud +7,8 som kretsar runt huvudstjärnan på ett avstånd av 0,78 bågsekunder och en omloppsperiod av 284 år. Den tredje komponenten, 7 Camelopardalis C, är en stjärna med magnitud +11 på 26 bågsekunders avstånd. 